# Valentin Stănescu
Valentin Stănescu (zis și Tinel Stănescu) (n. 20 noiembrie 1922, București, România – d. 4 aprilie 1994) a fost un jucător și antrenor de fotbal român, care a jucat la Echipa națională de fotbal a României. A fost poreclit Zimbrul.

## Aprecieri
„Valentin Stănescu era un tip aparte. Bun profesionist, sever ca om, dar avea dreptate când ne acuza. El ne altoia ... Era însă o atmosferă fantastică, nu puteai să te superi pe el. Ne spunea clar: "La ora 22:00 stingerea! Nimeni nu mai joacă rummy, nimic, culcarea!" Și la ora 22:05 intra în camere ... Ne prindea asupra faptului, adică noi jucam rummy și ne lua la palme. Noi fugeam care încotro ... El se așeza la masa de joc și decreta "Încă trei să treacă la masă. Ultimele duble.”—Gabriel Boldici

## Palmares

### Jucător
Sportul Studențesc București
- Cupa României runner-up: 1942–43[5]

CFR București
- Divizia B: 1952[6]

### Antrenor
Metalul Târgoviște
- Divizia B: 1960–61[7][8]
- Divizia C: 1958–59[7]

Rapid București
- Divizia A: 1966–67[7][8][9]
- Cupa României
  - Finalist: 1967–68[7][8][10]
- Cupa Balcanică: 1963–64, 1964–66[7][8]
- Divizia B: 1982–83[7][8]

Steagul Roșu Brașov
- Divizia B: 1968–69[7][8]

Petrolul Ploiești
- Divizia B: 1976–77[7][8]

Universitatea Craiova
- Divizia A: 1979–80[7][8][9]

Dinamo București
- Divizia A: 1981–82[7][8][9]
- Cupa României: 1981–82[6][11]